# Селонский язык
Село́нский язы́к (также сели́йский; латыш. sēļu valoda, лит. sėlių kalba) — язык балтийского племени селов (селонов). Был распространён до середины XIV века в Селонии: к югу от р. Даугава (юго-восточная Латвия, северо-восточная Литва), главный город был Селпилс. Вытеснен латышским и литовским, оставив следы в их говорах, ономастику.

## О названии
Вероятно, впервые название селов фиксируется в виде Caput fl(uvii) Selliani «устье реки селов» в источнике Tabula itineraria Peutingeriana (III—IV века, в рукописи XIII века). Это название, по этимологии, предложенной К. Кузавинисом, гидронимического происхождения и связано с лит. selė́ti «течь, бежать». Имеются литовские гидронимы от того же корня: Sė́lupis, Sė́lupis, Sė́linė.

## Классификация
Место селонского в классификации балтийских языков остаётся невыясненным. К. Буга считал, что он наиболее близок куршскому, что отрицал Я. Эндзелин, который указывал на отсутствие эксклюзивных изоглосс между куршским и селонским. Существует также предположение о том, что селонский являлся идиомом, переходным от литовского к латышскому.
По мнению Ю. Б. Корякова, селонский занимает промежуточное место между аукштайтским, латгальским и земгальским и имеет немало параллелей с западнобалтийскими языками. Структурно являлся одним из наречий ранне-восточнобалтийского языка (кластера), куда входили также земгальское, древнелатгальское, жмудское и древнеаукштайтское наречия.

## История и ареал
В начале XIII века территорию проживания селов с севера ограничивала Даугава, к западу от них жили земгалы, с востока и севера — латгалы и кривичи. Прохождение южной границы вызывает споры. По одной из гипотез, ею являлась линия, соединяющая Салакас, Таурагнай, Утену, Сведасай, Субачюс, Палевене, Пасвалис, Салочяй. По другой, на юге поселения селов доходили только до верховьев Швянтойи и Виешинты.
К середине XIV века был вытеснен латышским языком на севере и литовским на юге.

## Лингвистическая характеристика
От селов не осталось никаких письменных документов, поэтому имеющиеся сведения о селонском языке почерпнуты из топонимики и ономастики, а также данных литовских и латышских говоров.

### Фонетика
Сохранялось прабалтийское ā (как и в латышском, в литовском оно перешло в o): Nalexe при лит. Nóliškis, Ravemunde при лит. Rovė́ja.
Прабалтийские š и ž перешли в s и z (как в латышском, земгальском, ятвяжском, куршском и прусском; в литовском они сохранились): Maleysine, Mallaisen, Mallaysen при лит. Maleĩšiai, Swenteuppe, Swentoppe при лит. Šventóji, Sattaxen при лит. Šetekšnà, Uspal при лит. Užpãliai, Wasseuke, Waseweck при лит. Vašvuokà, Wesinte при лит. Viešintà, Zãrasas при лит. ẽžeras «озеро», Zálvė при лит. Žalvė̃, диал. zelmuõ «росток» при литер. лит. želmuõ, диал. zliaũktie «хлестать, бить струёй» при литер. лит. žliaũgti.
Заднеязычные k и g перед гласными переднего ряда перешли в c и dz, как в латышском: Alce при лит. Alkà, Nertze < *Nerke, Latzedzen < *Lakegen.
Тавтосилабическое n сохраняется (в отличие от латышского): в документах засвидетельствованы формы Lensen, Gandennen, Swentuppe, а также имеются современные топонимы в Латвии Grendze, Svente, Zinteļi.

### Морфология
Для селонских гидронимов характерны некоторые суффиксы: -aj- (Almajà, Indrajà, Kamajà, Lakajaĩ), -uoj- (Lazduojà, Zadúojas), -as-/-es- (Čẽdasas, Svė́dasas, Zãrasas, Bradesà, Laukesà), -ēt- (Barškėtà, Drisvėtà), -īkšt- (Anykštà, Lúodkštis).

### Лексика
Некоторым литовским и латышским диалектным словам приписывают селонское происхождение. Сюда относятся лит. диал. čeidà «пустоголовый человек», čiáukė «галка», čivỹlis «коноплянка», zliaũktie «хлестать, бить струёй», zelmuõ «росток», znýbti «щипать», znáibyti «щипать», znýplos «кусачки», лтш. диал. maukt «копать картошку», grieznis «поворачиваться».